# John Murray (4e duc d'Atholl)
Pour les articles homonymes, voir John Murray et Murray.
John Murray (30 juin 1755 – 29 septembre 1830), 4e duc d'Atholl, 9e baron Strange (titres venus de sa mère Charlotte Murray, femme de John Murray), est un noble et un homme politique écossais. Il épousa Jane Cathcart puis Marjory Forbes. Il est créé, en 1786, comte Strange (cf. Strange) et baron Murray of Stanley.